# Grau (provincie)
| Grau                                                     | Grau                           |
| -------------------------------------------------------- | ------------------------------ |
| Harta localizării provinciei în cadrul regiunii Apurímac |                                |
| Informații generale                                      |                                |
| Nume nativ                                               | Provincia de Grau              |
| Țară                                                     | Peru                           |
| Regiune                                                  | Apurímac                       |
| Primar                                                   | Rosendo Echevarría (2007-2010) |
| - Capitală                                               | Chuquibambilla                 |
| - Suprafață totală                                       | 2174,52 km2                    |
| - Districte                                              | 14                             |
| Populație                                                |                                |
| An recensământ                                           | 2007                           |
| - Totală                                                 | 25 090                         |
| - Densitate                                              | 11,54/km2                      |
| Fus orar                                                 | UTC-5                          |
| Sit web                                                  | http://www.munigrau.gob.pe/    |
| UBIGEO                                                   | 0306                           |
| Modifică text                                            |                                |

Grau este una dintre cele șapte provincii din regiunea Apurímac din Peru. Capitala este orașul Chuquibambilla. Se învecinează cu provinciile Abancay, Cotabambas, Antabamba și Aymaraes.

## Diviziune teritorială
Provincia este divizată în 14 districte (spaniolă: distritos, singular: distrito):
- Chuquibambilla
- Curasco
- Curpahuasi
- Huayllati
- Mamara
- Mariscal Gamarra
- Micaela Bastidas
- Pataypampa
- Progreso
- San Antonio
- Santa Rosa
- Turpay
- Vilcabamba
- Virundo

## Grupuri etnice
Provincia este locuită de către urmași ai populațiilor quechua. Limba Quechua este limba care a fost învățată de către majoritatea populației (procent de 81,28%) în copilărie, 18,17% dintre locuitori au vorbit pentru prima dată spaniolă, iar 0,22% au folosit limba aymara. (Recensământul peruan din 2007)